# Замок Гарріхілл
Замок Гарріхілл (англ. Garryhill Castle, Fenagh Castle) — замок Фенах — один із замків Ірландії, розташований в графстві Карлоу, в приході Феннах або Фенней, баронство Ідроун.

## Історія замку Гарріхіл
У давні часи замок являв собою оборонну споруду типу Мотт-і-Бейлі — дерев'яного замку на штучному пагорбі. У XIV столітті замок був резиденцією вождя ірландського клану Каванах — Арта Ога Мак Мурраха — короля ірландського королівства Ленстер. У 1394 році замок був атакований військами короля Англії Річарда ІІ. У 1390—1400 році замок Гарріхіл був резиденцією короля Ленстера. Будинок короля був побудований з дерева, навколо будинку були будинки його послідовників та воїнів. У 1394 році Річард ІІ вирішив завоювати ірландське королівство Ленстер, яке досі було непокірним Англії і чинило запеклий опір, намагалося повернути ірландські землі захоплені Англією. Армія короля Англії Річарда ІІ перейшла річку Барроу в районі Лохлінбрідж і атакувала замок Гарріхіл. Ірландці були захоплені зненацька, але почали чинити шалений опір. Під час бою замок згорів вщент, але королю Арту Огу Мак Мурраху вдалося втекти. Король Річард ІІ повернувся в Англію. Опір англо-норманським завойовникам продовжився.
Пізніше на місці замку Гарріхіл був збудований кам'яний укріплений будинок, який теж називали замок Гарріхілл. У цьому замку жив Томас Бердетт у 1685—1701 роках. Він одружився з Кетрін Кеннеді — дочки сера Роберта Кеннеді — І баронета Кеннеді з графства Віклоу. Томас Бердетт народився 2 липня 1653). Його заповіт оголосили 16 серпня 1701 року. Займав посаду шерифа графства Карлоу. З 1662 року. Томас та Кетрін мали дітей:
- Енн Бердетт
- Томас Бердетт
- сер Томас Бердетт (14 вересня 1668 — 14 квітня 1727) — капітан

У 1740 році споруда на місці замку Гарріхілл була перебудована графом Бессборо — віконтом Дунканнон. І граф Бессборо — Барбазон Понсонбі був одним з найбільших землевласників в графстві Карлоу. Він володів землею площею 10 578 акрів в графстві Карлоу. Крім цього він володів землею площею 24 000 акрів в графстві Кілкенні. Замок був перебудований у вигляді укріпленого будинку. Будинок мав башту, яка не збереглася. Біля замку був сад. Збереглася гравюра, датована 1696 роком, де зображено замок Гарріхілл та сад навколо нього. Графи Бессборо володіли замком Гарріхілл до ХХ століття. У 1931 році володар замку Гарріхілл став губернатором Канади і продав замок Гарріхілл. Родина Бессборо володіла замком більше 200 років.